# Esko Aho
Esko Tapani Aho (ur. 20 maja 1954 w Veteli) – fiński polityk, parlamentarzysta, przewodniczący Partii Centrum, od 1991 do 1995 premier Finlandii.

## Życiorys
Ukończył studia z zakresu nauk społecznych na Uniwersytecie Helsińskim. Pracował w oświacie, administracji rządowej (jako asystent polityczny ministra spraw zagranicznych) i samorządzie miasta Kanus. W drugiej połowie lat 70. pełnił funkcję przewodniczącego organizacji młodzieżowej Partii Centrum.
W 1983 z ramienia centrystów uzyskał mandat posła do Eduskunty. Od tego czasu nieprzerwanie przez dwadzieścia lat zasiadał w parlamencie krajowym. W 1990 został przewodniczącym Partii Centrum, funkcję tę pełnił do 2002 (z krótką przerwą w okresie 2000–2001). Od 1994 do 2002 był wiceprzewodniczącym Międzynarodówki Liberalnej.
Po wygranych przez jego ugrupowanie wyborach parlamentarnych w 1991 krótko kierował parlamentem. W kwietniu tegoż roku stanął na czele koalicyjnego centroprawicowego rządu, tworzonego także przez Partię Koalicji Narodowej, chadeków i liberalne ugrupowanie mniejszości szwedzkiej. Gabinet ten przetrwał czteroletnią kadencję do 1995, kiedy to w kolejnych wyborach pierwsze miejsce zajęli socjaldemokraci. W drugiej połowie lat 90. działał jednocześnie w związkach sportowych jako prezes krajowej federacji narciarskiej i wiceprezes Fińskiego Komitetu Olimpijskiego.
W 2000 Esko Aho wystartował w wyborach prezydenckich, przegrywając jednak z Tarją Halonen. Po porażce przez rok wykładał na Harvard University. W 2003 zakończył pracę w krajowym parlamencie i zrezygnował z aktywnej działalności politycznej. Pracował jako niezależny konsultant, następnie do 2008 był prezydentem krajowego funduszu na rzecz badań i rozwoju (SITRA). Dołączył następnie do zarządu koncernu elektronicznego Nokia. W 2016 wszedł w skład rady dyrektorów rosyjskiego banku Sbierbank Rossii, zrezygnował z tego stanowiska w lutym 2022 po tym, jak Rosja rozpoczęła inwazję na Ukrainę.